# ترنتیتس
شهر ترنتیتس (به آلمانی: Ternitz) در استان  نیدراسترایش با جمعیت  ۱۵٬۰۶۶  نفر در کشور اتریش واقع شده‌است.